# Port Aransas (Teksas)
Port Aransas je grad u američkoj saveznoj državi Teksas. Prema popisu stanovništva iz 2010. u njemu je živjelo 3.480 stanovnika.